# Василевский, Станислав
Станислав Василевский (пол. Stanisław Wasylewski; 18 декабря 1885, Станислав (ныне Ивано-Франковск), Австро-Венгрия — 26 июля 1953, Ополе, Польша) — польский историк, публицист, журналист, эссеист, литературный критик, переводчик. Доктор философии.

## Биография
Украинского происхождения.
Учился в гимназиях в Стрые и Львове, позже изучал полонистику во Львовском университете, защитил докторскую диссертацию по философии в Познанском университете.
В 1905—1910 годах работал во Львовском Оссолинеуме
Работал во Львове в редакциях «Gazeta Poranna», впоследствии был редактором и сотрудником ряда периодических изданий, в частности львовского сатирического еженедельника «Szczutek», в Варшаве («Słowo Polskie») и Познани («Tęcza»), сотрудничал с польским радио.
Член антисоветского подполья в Польше 1939—1941 гг. После начала Второй мировой войны принимал участие в работе подпольной организации «Конфедерация народа», стал членом подпольного Национального совета, который подчинялся правительству Польши в изгнании. Немецкую оккупацию пережил во Львове, сотрудничал с ежедневной коллаборационистской газетой «Gazeta Lwowska».
В 1944 году был переселен в Польшу, сначала в Краков, а затем — в Ополе.

## Творчество
Пропагандист истории.
Автор исторических эссе «U księżnej pani» (1917), «Na dworze króla Stanisława» (1919), «O miłości romantycznej» (1921), «Portrety pań wytwornych» (1924); биографических повестей «Ducissa Cunegundis» (1921), «Karolina Sobańska» (1950); биографическо-мемуарных набросков «Niezapisany stan służby» (1932), «Pod kopułą lwowskiego Ossolineum» (1958), «Czterdzieści lat powodzenia» (1959). Редактировал серию «Cuda Polski», в рамках которой издал очерк «Lwów» (1931) и серию «Библиотека нобелевских лауреатов».
Автор нескольких книг о Львове, сотен статей в прессе и радиопостановок.
Использовал псевдонимы — Jan Bury, Kajetan Stopa, Tadeusz Szafraniec.

## Избранные произведения
- Na dworze króla Stasia
- W srebrnym dworku z modrzewia
- Romans prababki
- Portrety pań wytwornych
- O miłości romantycznej
- Historie lwowskie
- U księżnej pani
- Zerwana kokarda
- Życie polskie w XIX wieku
- Na śląsku opolskim[3]
- Klasztor i Kobieta,Wyd. Literackie Kraków — 1957
- Karolina Sobańska,
- Opowieści dziewczęce,  1957, I wyd.1920
- Twarz i kobieta,  1960,
- Czterdzieści lat powodzenia — Przebieg mojego życia — Wyd.Ossolineum,Wrocław,1959
- Niezapisany stan służby,Wyd.Ossolineum, Wrocław,1957
- Sprawy ponure — Obrazy z kronik sądowych wieku Oświecenia,Wyd.Literackie Kraków,1963
- Pod urokiem zaświatów — Wyd. Literackie Kraków, 1958
- Przypadki Króla Jegomości — Wyd. Literackie Kraków,1957
- Duscisa Cunegundis — Wyd. Literackie Kraków,1958, I wyd. 1921

воспоминания:
- Pod kopułą lwowskiego Ossolineum

книги о Львове:
- Bardzo przyjemne miasto
- Lwów

## Награды
- 1937 — Орден Возрождения Польши 4 степени
- Золотые Академические лавры
- 1937 — Познанская литературная премия (1937)

## Память
- Имя С. Василевского носят улицы в Ныса и Ополе.